# 心叶唇柱苣苔
心叶唇柱苣苔（学名：Chirita cordifolia）为苦苣苔科唇柱苣苔属下的一个种。該物種分佈於中華人民共和國广西壯族自治區阳朔海拔200米的岩石下阴湿处。

## 扩展阅读
- 維基物種上的相關：心叶唇柱苣苔